# Ryan Humphrey
Ryan Ashley Humphrey (Tulsa, 24 luglio 1979) è un ex cestista statunitense, professionista nella NBA, in Europa e in Sudamerica.

## Carriera
È stato selezionato dagli Utah Jazz al primo giro del Draft NBA 2002 (19ª scelta assoluta).

## Palmarès
- McDonald's All-American Game (1997)